# 苏联科学院
蘇聯科學院（俄語：或）苏联最高科学研究机构，同時領導苏联各加盟共和國科學院，前身是俄羅斯科學院 ，1925年7月27日成立，至1946年隸屬於蘇聯人民委員會，后直隸于蘇聯部長會議。1934年從列寧格勒遷往莫斯科。
1991 年，因為俄羅斯蘇維埃聯邦社會主義共和國總統命令，在其基礎上建立了俄羅斯科學院。.

## 歷史
從1918年起科學院的经费由俄罗斯苏维埃联邦社会主义共和国人民教育委员会和科學家生活改善中央委員會分配。

## 組織結構
院士人數

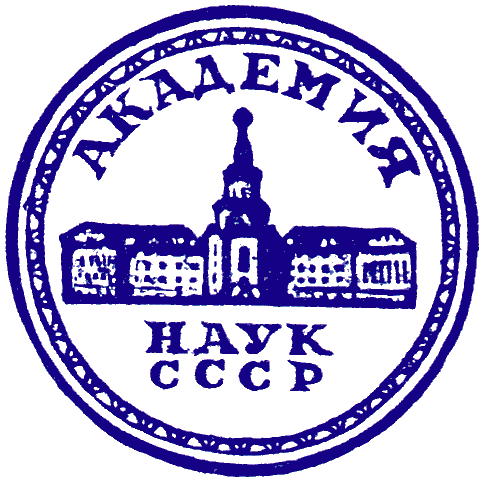
Logo of the Academy of Sciences of the Soviet Union

1936 年 1 月 1 日的科学院现役院士总数—98人。
1989 年，蘇聯科學院院士包含：
- 323名院士；
- 586 位通讯院士；
- 138 名外籍院士。[2].

管理机构
苏联科学院的最高权力机构为院士及通訊院士大会，由蘇聯科學院院士和通訊院士組成，並以每四年一届選舉科學院主席團，主席團在休会期间担任科学院的领导职务。
苏联时期科学院院长：
- 1917–1936 – 亚历山大·彼得罗维奇·卡尔平斯基;
- 1936–1945 – 弗拉基米爾·列昂季耶维奇·科馬羅夫（俄语：Комаров, Владимир Леонтьевич）;
- 1945–1951 – 谢尔盖·伊万诺维奇·瓦维洛夫;
- 1951–1961 – 亚历山大·尼古拉耶维奇·涅斯梅亚诺夫;
- 1961–1975 – 姆斯季斯拉夫·弗谢沃洛多维奇·克尔德什;
- 1975–1986 – 阿纳托利·彼得罗维奇·亚历山德罗夫;
- 1986–1991 – 古里·伊万诺维奇·马尔丘克.

結構
苏联科学院1956年起由十四所蘇聯社會主義共和国科学院组成（俄罗斯苏维埃联邦社会主义共和国）没有自己的科学院以及在俄罗斯苏维埃联邦社会主义共和国的三个分支：蘇聯科學院西伯利亞總分院（1957年）、蘇聯科學院远东分院（1987年）和蘇聯科學院烏拉爾分院（1987年）。